# 雅典娜宮希爾頓布加勒斯特
雅典娜宮希爾頓布加勒斯特（Athenee Palace Hilton Bucharest）是羅馬尼亞首都布加勒斯特的一座高檔酒店，開業於1914年。在二戰之前，這座酒店是歐洲最惡名昭著的間諜據點，但在冷戰時有所減少。

## 外部連結
- Official website （页面存档备份，存于）

44°26′27.71″N 26°5′43.90″E / 44.4410306°N 26.0955278°E